# Бокслер, Педро
Педро Бокслер (исп. Pedro Boxler; 3 августа 1920 год, Санта-Анита, Аргентина — 1 января 1998 года) — католический прелат, второй епископ Гуалегуайчу с 25 апреля 1967 года по 5 декабря 1996 года.

## Биография
Родился 3 августа 1920 года в Санта-Аните, Аргентина. 6 августа 1944 года был рукоположён в священники для служения в архиепархии Параны (позднее был инкардинирован в епархию Конкордии).
25 апреля 1967 года Папа Римский Павел VI назначил его епископом Гуалегуайчу. 18 июня 1967 года состоялось его рукоположение в епископы, которое совершил архиепископ Параны Адольфо Сервандо Тортоло в сослужении с епископом Конкордии Рикардо Рёшем и епископом Венадо-Туэрто Фортунато Антонио Росси.
5 декабря 1996 года подал отставку.
Скончался 1 января 1998 года. Похоронен в соборе святого Иосифа в Гуалегуайчу.